# 豊和ゴールデンベア
豊和ゴールデンベア（ほうわゴールデンベア, HOWA Golden Bear）は、かつて豊和工業が製造していたボルトアクション方式のライフルである。

## 概要
豊和工業は、第二次世界大戦後の1960年(昭和35年)に防衛庁および民間向け火器製造工場を設立し、同年にM1カービンを元に日本国内向けの狩猟銃として再設計した豊和M300を発売したが、その後、国内の大口径ボルトアクションライフルへの需要に応えるべく、新型狩猟用ライフルの開発に乗り出した。
そして、1967年(昭和42年)の米国シカゴ市での全米猟銃展示会にて初披露されたのが、当時としては国産唯一の大口径ライフルである豊和ゴールデンベアであった。
なお、開発の際には、フィンランドの銃器メーカーであるサコー製の狩猟ライフル L61R ファインベア（フィン・ベア） を参考にしている。
ゴールデンベアは、昭和42年に日本と米国で販売が開始され、輸出仕様のグレードはデラックス、プレゼンテーション、メダリオンの3種類であったが、国内ではデラックスのみで商品展開された。
米国市場では、当時豊和工業と業務提携していたウェザビー社の販売チャンネルで、ウェザビー・バンガードの名でOEM販売も行われている。
1979年(昭和54年)、同銃をフルモデルチェンジしたM1500が登場、ゴールデンベアは製造終了となった。

## 日本警察における運用
ゴールデンベアは狩猟用に開発されたライフルであるが、狙撃銃として日本警察に採用された。
警察庁は、1968年に発生した金嬉老事件の教訓から、犯人制圧および人質救出用の装備として、都道府県警察にゴールデンベアを配備した。また、警察では同銃にスコープを取り付けて使用していた。その後、1970年に瀬戸内シージャック事件が発生した際、大阪府警察の特殊銃隊（現在の銃器対策部隊）は、ゴールデンベアによる狙撃で犯人を制圧し、人質を救出した。なお、犯人は病院搬送後に死亡が確認された。
また、ゴールデンベアは、警視庁の特科中隊（現在のSAT）も使用していたとされている。
なお、ファーイーストガンセールスの築地恵によると、日本警察が用いていたゴールデンベアは.30-06スプリングフィールド弾仕様で、装着されていた照準器はブッシュネル・コーポレーション製3-9倍率のものであったとしている。なお築地は、ゴールデンベアについてはサコーのデッドコピーでしかなく、第三国人を馬鹿に出来ない日本のエンジニアとして恥ずべき代物であると、豊和工業の企業姿勢を含めて日頃から非常に手厳しく評している人物でもあった。